# Kapsel wina musującego

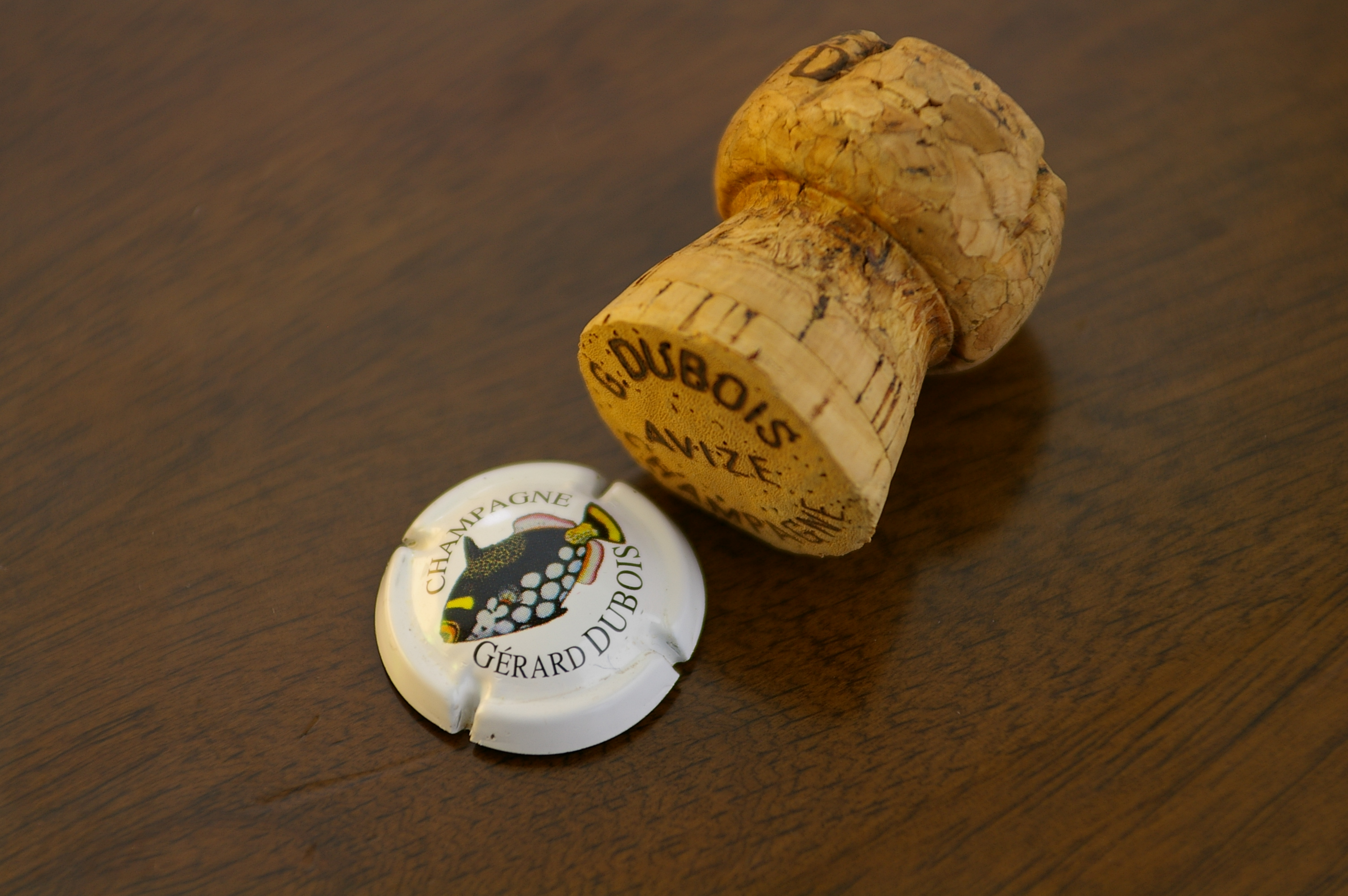
Kapsel i korek szampana

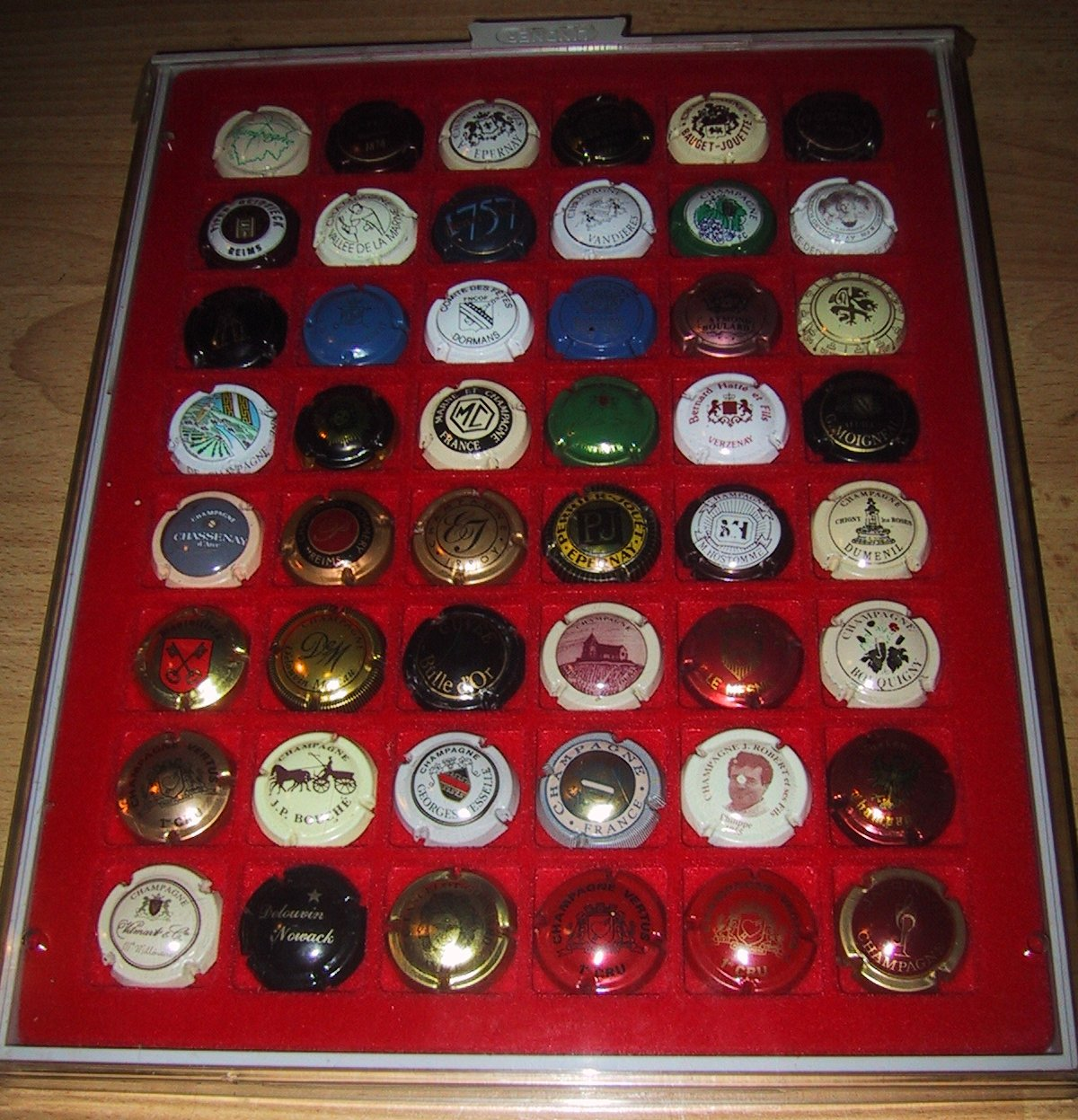
Kolekcja kapsli win musujących

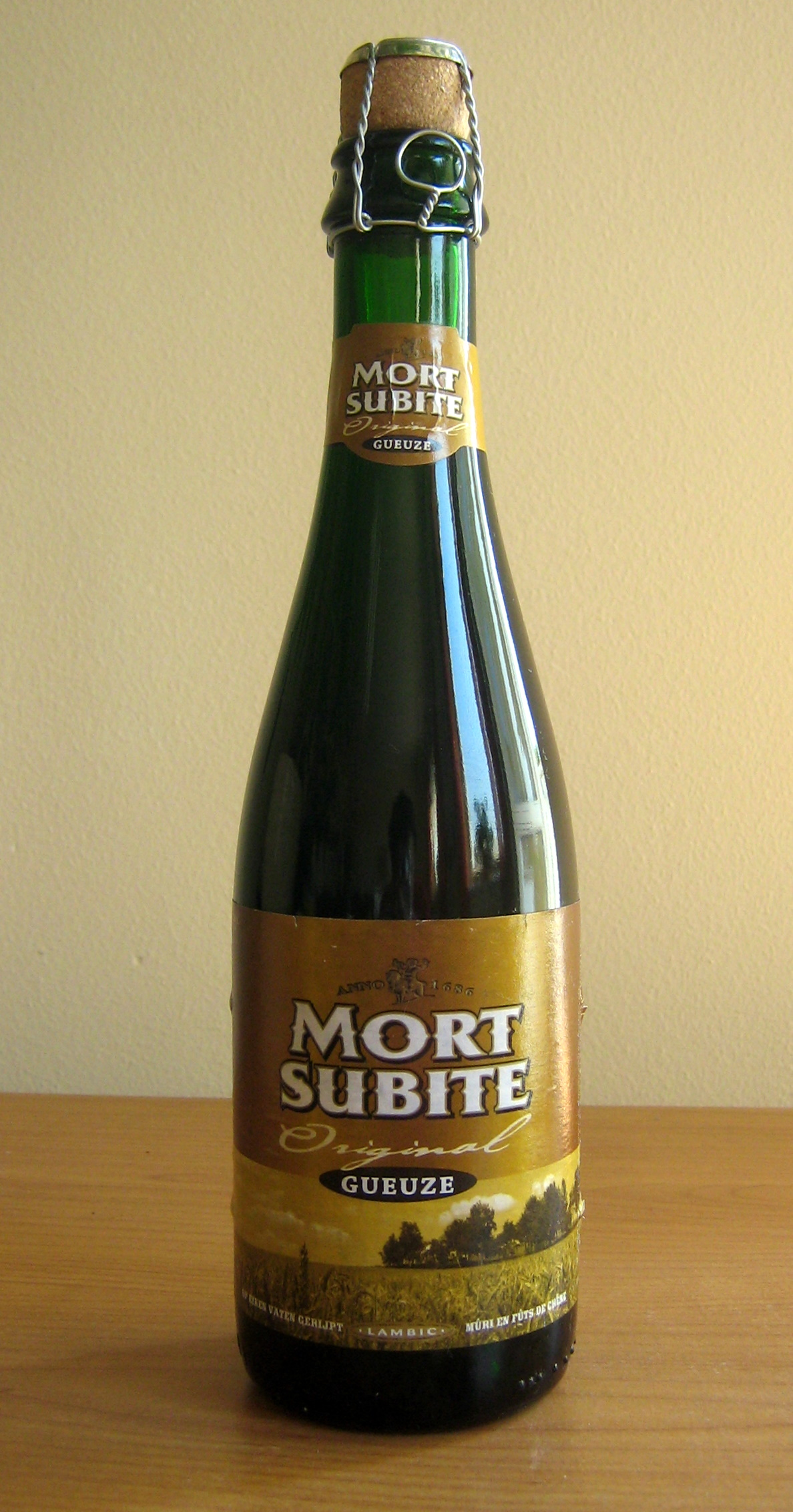
Butelka piwa Gueze

Kapsel – metalowa przykrywka stanowiąca element zamknięcia butelki wina musującego. Jego zadaniem jest uchronienie korka przed uszkodzeniem przez wiązadło, które – splecione z cienkiego drucika – zabezpiecza korek przed wypchnięciem go z szyjki butelki wskutek oddziaływania ciśnienia gazu wewnątrz niej.
Wynalazcą kapsla wina musującego był Jules Guyot, którego pracodawca Adolphe Jacquesson, producent szampana z Châlons-sur-Marne, złożył wniosek patentowy 15 listopada 1844.
Na początku XX w. pojawiły się pierwsze kapsle win musujących z nadrukiem (np. na butelce szampana Pol Roger z rocznika 1906). Od tego czasu cechuje je duża różnorodność i – nierzadko – nieprzeciętne walory estetyczne. Na kapslach umieszczane są treści informacyjno-reklamowe dotyczące danego produktu lub producenta. Kapsle win musujących znalazły się wśród akcesoriów kolekcjonerskich, a ich zbieranie to hobby, które od fr. plague de muselet (kapsel wiązadła) bywa nazywane plakomusofilistyką (z fr. placomusophilie).
W 2011 Pierre-Eric Jolly rozpoczął stosowanie innowacyjnego zamknięcia butelek szampana marki René Jolly. Przedmiotem zgłoszenia patentowego jest wiązadło zaplecione w kształcie litery Y, co pozwala na zmniejszenie zużycia drutu o ok. 40% w stosunku do rozwiązania tradycyjnego, a kapsel wykonany jest z polipropylenu, dzięki czemu możliwy jest jego recykling.

## Inne zastosowania
Niektórzy producenci napojów musujących i gazowanych – alkoholowych i bezalkoholowych – butelkują je w podobny sposób, jak czynią to wytwórcy win musujących. Dzięki temu kapsle podobne do kapsli wina musującego znajdują zastosowanie w zamknięciach butelek następujących napojów:
- piwo, np. fermentacji spontanicznej rodzaju lambic – pierwszym, tak butelkowanym, było francuskie piwo Jenlain[5],
- cydr musujący i gazowany[6],
- wódka, np. szwedzka musująca wódka Camitz[7],
- tzw. „dziecinny szampan”, czyli bezalkoholowy napój gazowany – zwykle o smaku owocowym[8].